# 近頜龍科
近頜龍科（學名：Caenagnathidae）是群類似鳥類的獸腳亞目恐龍，屬於偷蛋龍下目，最初由查爾斯·斯騰伯格（Charles Hazelius Sternberg）在1940年所建立，在當時為包含一群先進、無法飛行鳥類的一個目。近頜龍科比早期的偷蛋龍類還要先進，例如尾羽龍，但與近親偷蛋龍科相比較時則相當原始。近頜龍科的最明顯特徵是其頜部，與包含偷蛋龍科在內的其他恐龍不同。偷蛋龍科恐龍有大幅減短的口鼻部，而近頜龍科恐龍的頜部長且特化，齒骨延長，聯合處大，但仍擁有偷蛋龍類的獨特喙狀嘴。
近頜龍科的頭頂也相當獨特，但最早期的物種僅發現顱後部份，除此之外還有：固定的踝部（同樣見於擬鳥龍）、極短的尾巴、天青石龍可能具有尾綜骨。此外，近頜龍科恐龍擁有典型的獸腳類手臂，以及相當短的第三手指；而偷蛋龍科恐龍擁有較長的手臂與手指，以及相對較短的後肢。近頜龍科的後肢修長，使牠們外型類似鴯鶓等鳥類。

## 詞源
近頜龍意為「最近的頜部」。當首次發現近頜龍時，因為牠們的下頜特徵，而被認為是古頜總目（例如鴕鳥）鳥類的近親。因為牠們可能是鳥類的白堊紀近親，因此將牠們命名為近頜龍（最近的頜部）。然而，大部分的古生物學家現在認為這些的類似鳥類的頜部特徵，其實是與鳥類趨同演化的結果。

## 分類

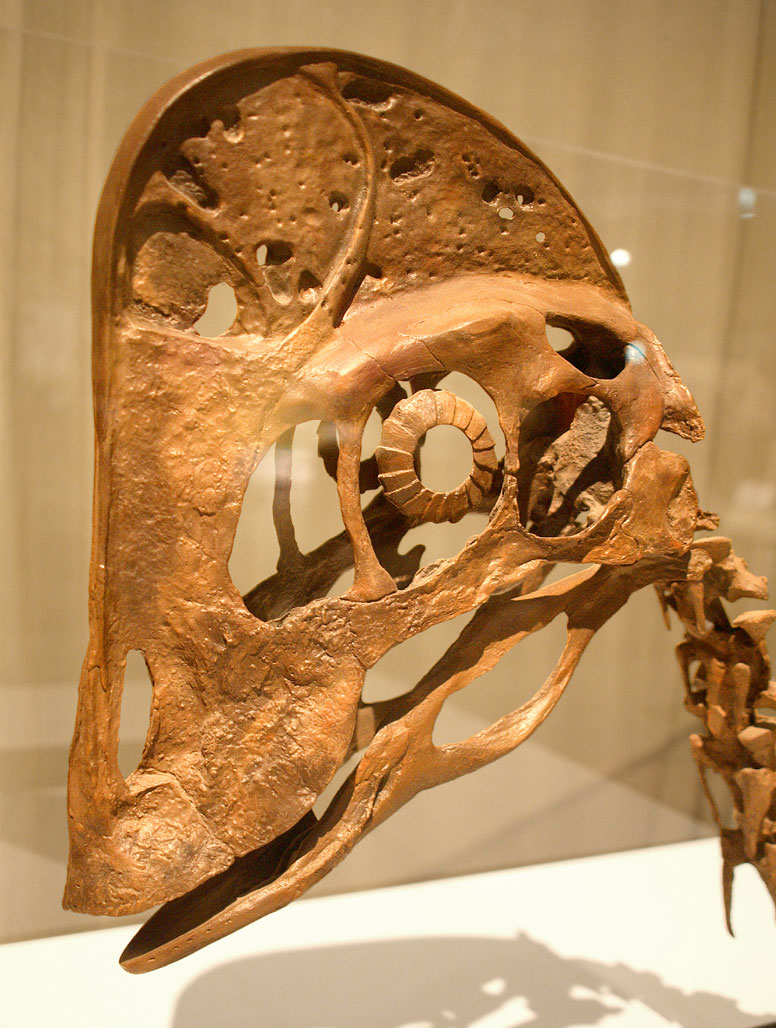
安祖龍的頭骨模型

近頜龍科與偷蛋龍科為姐妹分類單元，共同組成近頜龍超科。在系統發生學研究中，近頜龍科演化支被定義為：包含纖手龍，但不包含偷蛋龍在內的最大演化支。但近頜龍科目前只有六個種被古生物學家所普遍承認，隨者近年的新發現與新理論，可能高達10個種。近頜龍科有非常混淆的分類歷史，這些混淆主要來自於近頜龍科第一個被敘述的纖手龍屬。因為大部分近頜龍科的化石保存狀態並不良好，進而導致鑑定上的錯誤，而纖手龍的不同標本與不同骨頭在過去曾被歸類於許多不同的種。舉例而言，Macrophalangia的腳部化石與纖瘦纖手龍的化石都發現於相同年代的同一地層，後來發現的手部與腳部化石，證實Macrophalangia與纖瘦纖手龍的相同動物；而近年發現的部分頭骨、手部、腳部化石，證實纖手龍與近頜龍也是同種動物。近頜龍目前被認為是纖手龍的次同物異名，而近頜龍是近頜龍科的名稱來源；當近頜龍的名稱不再使用時，近頜龍科仍然是有效的名稱。
近年的種系發生學研究提出不同結果，許多近頜龍科的物種，其實親緣關係較接近於有頭冠的偷蛋龍科。近頜龍本身被改歸類於偷蛋龍科的單足龍亞科，而近頜龍科不被認為是有效分類單元，所屬物種多被歸類於單足龍亞科。

## 下级分类
本科包括以下属：
- †怪腳龍屬 Anomalipes Yu, Wang, Chen, Sullivan, Wang, Wang & Xu, 2018
- †安祖龙属 Anzu Lamanna, Sues, Schachner & Lyson, 2014
- †迷惑盜龍屬 Apatoraptor Funston & Currie, 2016
- †貝貝龍屬 Beibeilong Pu, Zelenitsky, Lü, Currie, Carpenter, Xu, Koppelhus, Jia, Le, Huali, Tianran, Kundrát & Caizhi, 2017
- †亚洲近颌龙属 Caenagnathasia Currie, Godfrey & Nessov, 1993
- †近颌龙属 Caenagnathus
- †纖手龍屬 Chirostenotes Gilmore, 1924
- †捷足龙属 Citipes Funston, 2020
- †单足龙属 Elmisaurus Osmolska, 1981
- † Eoneophron 
  - †Eoneophron infernalis Atkins-Weltman, Simon, Woodward, Funston & Snively, 2024[9]
- †後纖手龍屬 Epichirostenotes Sullivan, Jasinski & van Tomme, 2011
- †巨盗龙属 Gigantoraptor Xu, Tan, Wang, Zhao & Tan, 2007
- †哈格里芬龙属 Hagryphus Zanno & Sampson, 2005
- †轻鳄龙属 Laevisuchus von Huene, 1932
- †细喙龙属 Leptorhynchos Longrich, Barnes, Clark & Millar, 2013
- † Macrophalangia Sternberg, 1932
- †小猎龙属 Microvenator Ostrom, 1970
- †奥哈盗龙属 Ojoraptorsaurus Sullivan, Jasinski & van Tomme, 2011

## 外部連結
- 近頜龍科的概述
- Photo of the Triebold caenagnathid, on display at the Carnegie Museum.
- 似奧克龍的骨骸重建圖